# Rosa blanda
Rosa blanda е вид растение от семейство Розови (Rosaceae).

## Разпространение
Видът е разпространен в Северна Америка, от Квебек до Онтарио, на юг до Канзас и на изток до Мисури и Охайо. Среща се естествено по ливади и полета в пясъчна или скалиста почва.